# Phirangipuram
Phirangipuram è un villaggio dell'India, nel distretto di Guntur, nello stato dell'Andhra Pradesh.